# Frank Nicholson Abernethy
Frank Nicholson Abernethy (* 14. Juli 1864 in Lambeth, London, Vereinigtes Königreich; † 29. Januar 1927 in East Dulwich, London, Vereinigtes Königreich) war ein britischer Organist, Chorleiter und Komponist.

## Leben
Frank Nicholson Abernethy war 1883 Organist an der Southwark Cathedral. Er gab Orgel- und Klavierunterricht. Am 14. Januar 1890 immatrikulierte sich am New College in Oxford. Von 1882 bis 1897 war er Organist an der St. Saviour’s Collegiate Church in Southwark und ab 1898 bis zu seinem Tod war er Organist und Chorleiter an der St. John’s Presbyterian Church in Forrest Hill in London. 1890 erlangte er den Grad eines Bachelor of Music und 1895 eines Doctor of Music nach einem Studium am New College in Oxford. 1900 war er einer von drei Direktoren am Brixton College of Music.
Er lebte zeit seines Lebens mit seinen älteren Schwestern Elizabeth Charlotte Abernethy (1847–1913) und Sarah Anne Abernethy (1848–1929) zusammen, die beide nie heirateten.

## Werke (Auswahl)
- Postlude in E flat [Postludium in Es], publiziert im Sammelband Orgelraritäten der Romantik 49 im Verlag bnote ISMN 979-0-20650-072-5 (Suche im DNB-Portal)
- The Crusader. Song. Text: Alice O. Stevens. Publiziert 1884 bei Howard and Co., London.
- Allegro con moto für Orgel. Veröffentlicht in Part 63, Vol. VIII, von The Organist’s quarterly Journal bei Nowello, Ewer & Co., 1864
- Concluding Voluntary für Orgel. Veröffentlicht in der Septemberausgabe von The Organist’s Magazine of Voluntaries, 1893
- Magnificat und Nunc Dimittis  in  C, 1895
- The lake of Genessaret, Biblische Szene, 1895
- Pedal Scales for the organ